# Neotephritis quadrata
Neotephritis quadrata är en tvåvingeart som först beskrevs av Malloch 1933.  Neotephritis quadrata ingår i släktet Neotephritis och familjen borrflugor. Inga underarter finns listade i Catalogue of Life.